# Ordre Martiniste Initiatique
De Ordre Martiniste Initiatique, ook bekend als Ordre Martiniste des Rites Unis, was een orde van martinisten. Het is een para-maçonnieke orde, dus verwant aan, maar geen vrijmetselarij in de letterlijke zin. Deze orde was vooral actief in Frankrijk. Uit deze Orde zijn weer dochters ontstaan.

## Graden
- Eerste Tempel
  - Associé
  - Initié
  - Supérieur Inconnu
  - Supérieur Inconnu Initiateur
- Tweede Tempel
  - Chevalier de Palestine

## Soevereine Grootmeesters
- Robert Ambelain (XXX - 29 oktober 1984)
- Gérard kloppel (29 oktober 1984 - XXX)
- Joseph Castelli (11 augustus 2008)